# Vittel
Vittel (deutsch veraltet: Wittel) ist eine französische Stadt mit 4.766 Einwohnern (Stand 1. Januar 2022) im Département Vosges in der Region Grand Est (bis 2015 Lothringen). Sie gehört zum Arrondissement Neufchâteau und zum Kanton Vittel. Begünstigt durch ihre Höhenlage und die waldreiche Umgebung gehört die kleine Kurstadt zu den bekanntesten Heilbädern im Nordosten Frankreichs. Bekannt ist der Ort durch das dort abgefüllte und nach ihm benannte Mineralwasser Vittel des Nestlé-Konzerns.

## Geografie

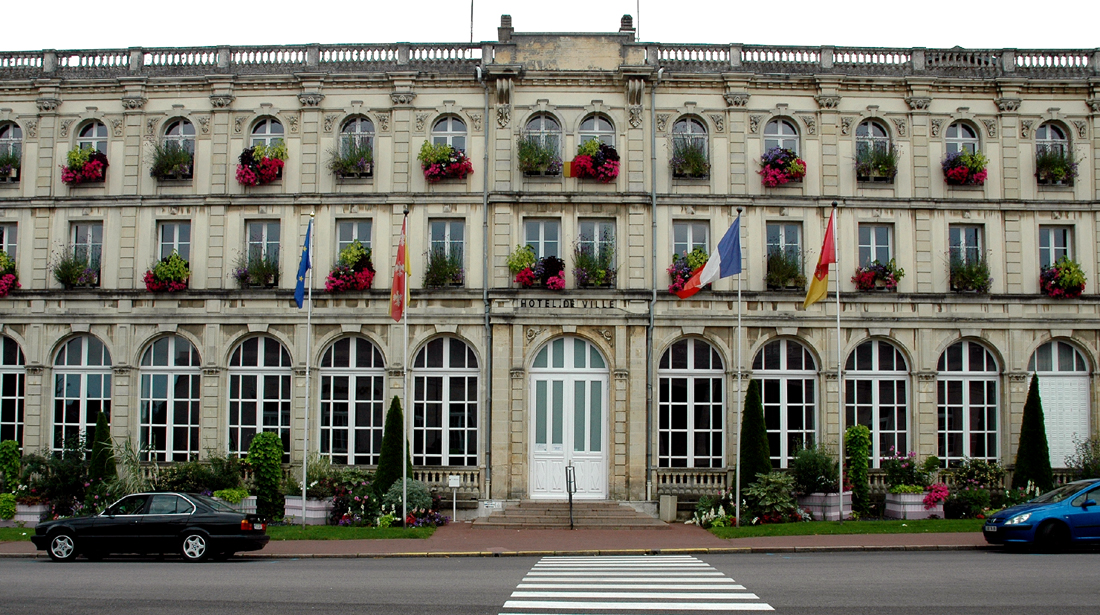
Rathaus (Hôtel de ville) von Vittel

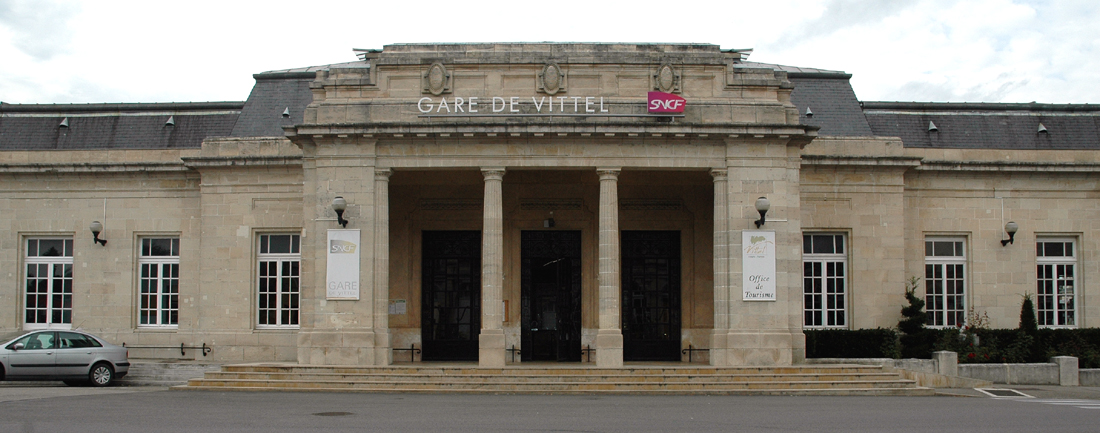
Bahnhof Vittel an der Bahnstrecke Merrey–Hymont-Mattaincourt

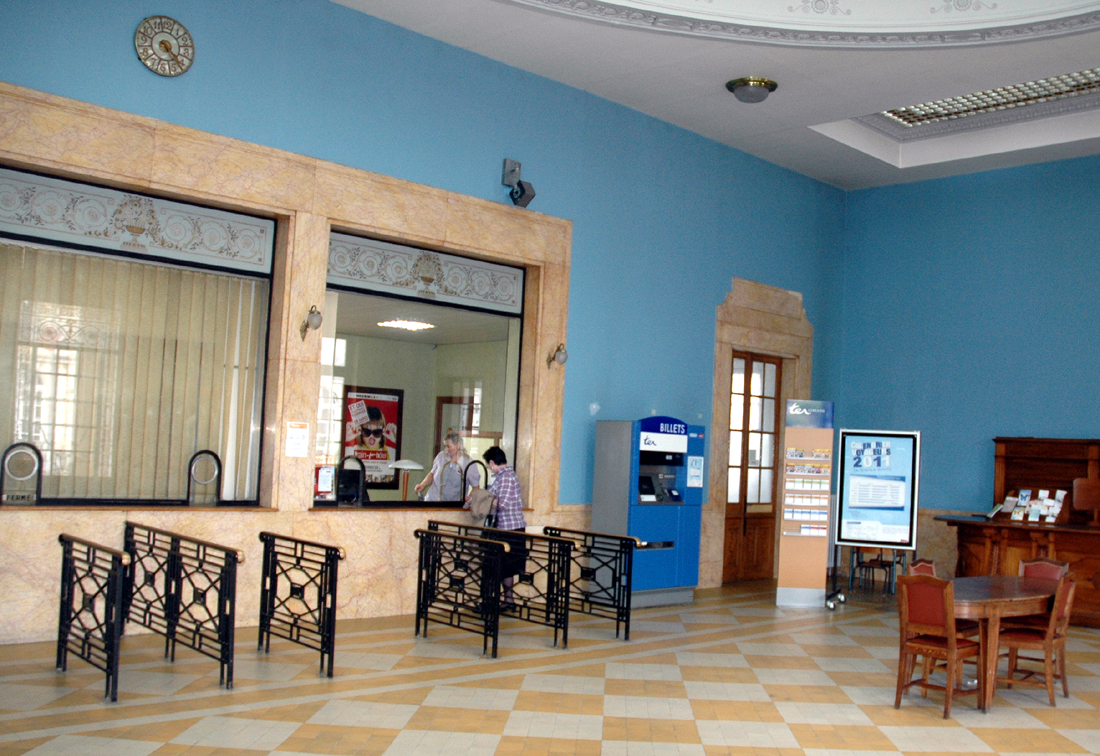
Schalterhalle im Bahnhof Vittel

Die Stadt liegt etwa 40 Kilometer westlich der Départements-Hauptstadt (Präfektur) Épinal auf einer Höhe von 322 bis 457 m über dem Meer. Wenige Kilometer südöstlich von Vittel (am Col des Clochettes) liegt der Wasserscheidepunkt, der die Einzugsgebiete der Flüsse Maas, Rhein (Nordsee) und Rhone (Mittelmeer) voneinander trennt. Vittel wird vom Flüsschen Petit Vair durchquert, in das hier sein Zufluss Belle Fontaine einmündet.
Nachbargemeinden von Vittel sind Parey-sous-Montfort und They-sous-Montfort im Norden, Haréville und Valleroy-le-Sec im Osten, Thuillières im Südosten, Lignéville im Süden, Contrexéville im Südwesten sowie Norroy und Saint-Remimont im Westen.

## Geschichte
Die Geschichte Vittels0 als Kurort reicht weit zurück, mit Nachweisen einer gallorömischen Thermalstadt. Vittels Geschichte als moderner Kurort begann im Jahr 1854, als Louis Bouloumié die Grande Source erwarb und schrittweise Gebäude wie Pavillons und Badehäuser errichtete. Ein entscheidender Punkt war die Eisenbahnanbindung 1881, die den Besucherzustrom und den weltweiten Export des Mineralwassers massiv steigerte und Vittel zu einer internationalen Marke machte. Die Ära von 1875 bis 1915 war die Blütezeit der französischen Kurorte, in der Vittel als Paradebeispiel für eine Mischung aus Gesundheitsvorsorge und gesellschaftlichem Vergnügen für die Elite galt. Hier suchten Aristokratie und aufstrebende Bourgeoisie Heilung, Hedonismus und sozialen Aufstieg durch Vernetzung.
Das Wasser der kalten Quellen in Vittel wird noch heute insbesondere zur Behandlung von Stoffwechsel- und Lebererkrankungen eingesetzt. Die Grande Source (Große Quelle) wird bei Nierenleiden angewendet. Täglich werden mehrere Millionen Flaschen des weltweit verkauften Mineralwassers abgefüllt. Die Quellen wurden Ende der Sechzigerjahre vom Nestlé-Konzern übernommen und wurden im Oktober 1990 Teil der Nestlé Waters Gruppe. Im Jahr 2014 wurden 3 Millionen m³ Wasser gefördert, dies führte zu einem Absinken des Grundwasserspiegels um 30 cm pro Jahr, insgesamt 10 m. Zuerst schlug Nestlé vor, eine 14 km lange Leitung zu anderen Quellen zu bauen, aus denen die Stadt ihr Wasser beziehen sollte. Die Einwohner waren mit dieser Lösung nicht einverstanden, nach langen Verhandlungen war Nestlé bereit, die Wasserentnahme auf ca. 2 Millionen m³ zu reduzieren. Dies führte allerdings dazu, dass das Unternehmen 100 Arbeitsplätze ab 2019 abbaute und weitere 171 in den folgenden Jahren.
Die Stadt verfügt über einen 25 ha großen Kurpark, der vielseitig genutzt und von Familien gut besucht wird. 2022 hat der Club Med sein Resort in Vittel geschlossen und die historischen Gebäude, das Grand Hotel, das Theater und das Casino, an die Stadt und die Region verkauft.
Im Zweiten Weltkrieg errichteten die Deutschen das Internierungslager Vittel für kanadische, britische, US-amerikanische und sonstige Bürger westlicher Feindstaaten. 300 Juden aus Polen mit internationalen Pässen, die im Januar 1943 aus dem Warschauer Ghetto nach Vittel gebracht worden waren, wurden 1944 über Drancy ins KZ Auschwitz deportiert und ermordet. Hier schrieb der jüdische Schriftsteller Jizchak Katzenelson sein wichtigstes Werk „Dos lid vunm ojsgehargetn jidischen folk“. Das Manuskript vergrub er in Flaschen verpackt unter einem Baum, während eine Kopie – in einen Koffergriff eingenäht – nach Israel geschmuggelt wurde. Beide Exemplare sind erhalten geblieben. Katzenelson wurde nach Auschwitz deportiert und dort ermordet.

### Bevölkerungsentwicklung
| Jahr                       | 1962 | 1968 | 1975 | 1982 | 1990 | 1999 | 2009 | 2019 |
| Einwohner                  | 5012 | 6343 | 6791 | 6440 | 6296 | 6117 | 5434 | 4832 |
| Quellen: Cassini und INSEE |      |      |      |      |      |      |      |      |

## Sehenswürdigkeiten

Blick auf die Pferderennbahn

- Thermalbad mit Quellen und Trinkhallen
- Kurpark
- Flaschenabfüllstation (zurzeit für das Publikum nicht zugänglich) für das Quellwasser Vittel

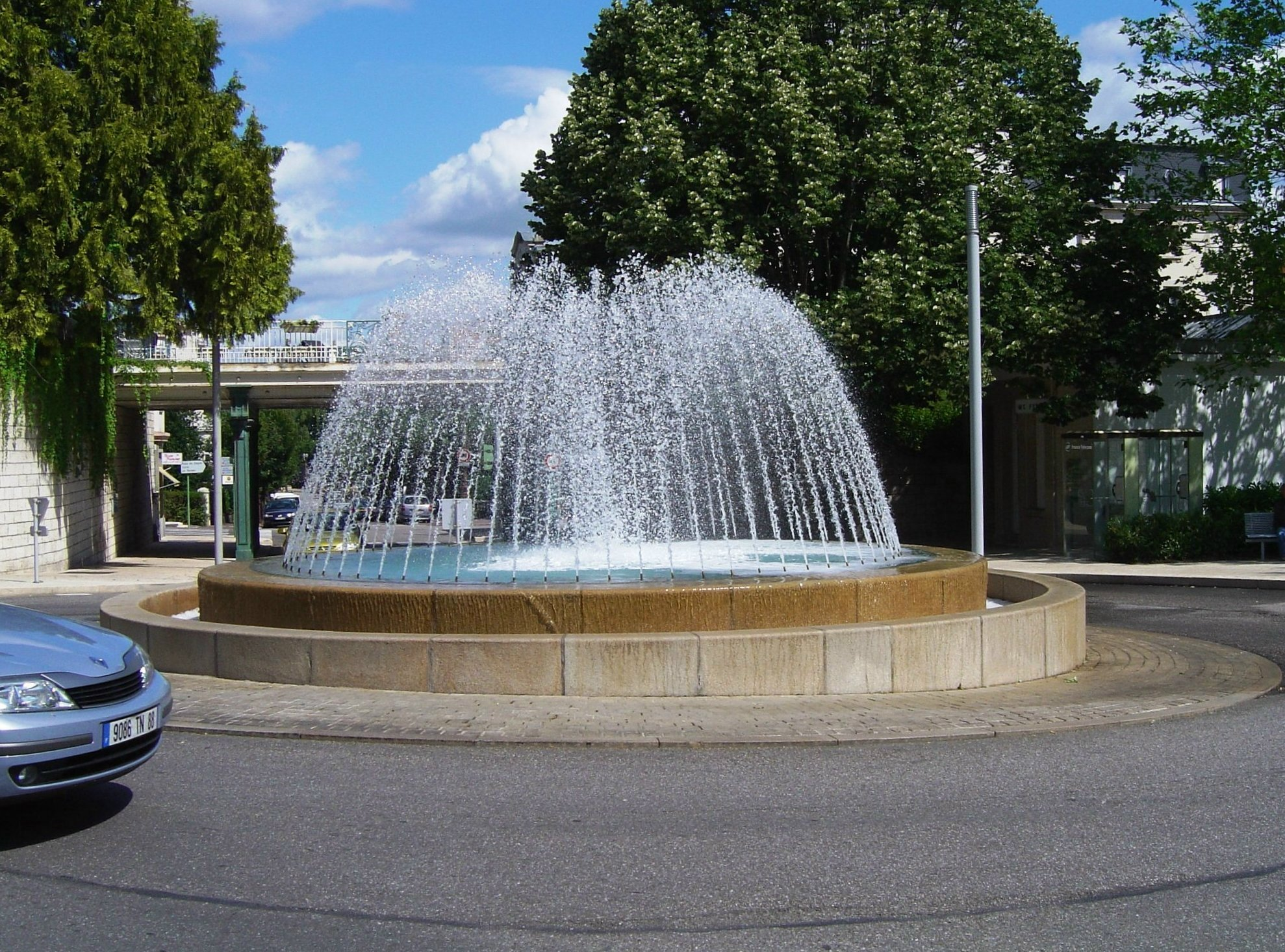
Brunnen vor dem Bahnhof
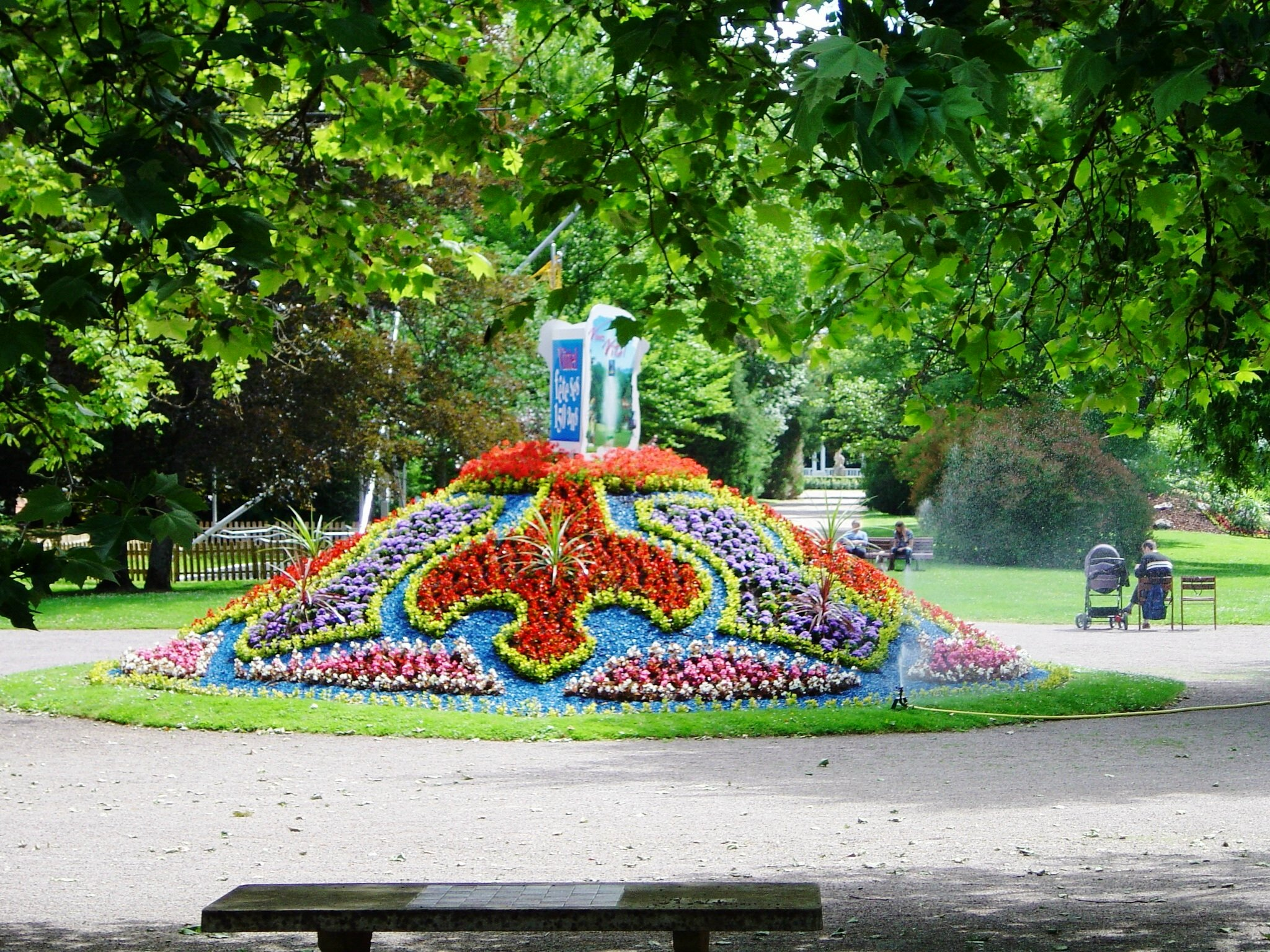
Blumenhügel im Kurpark
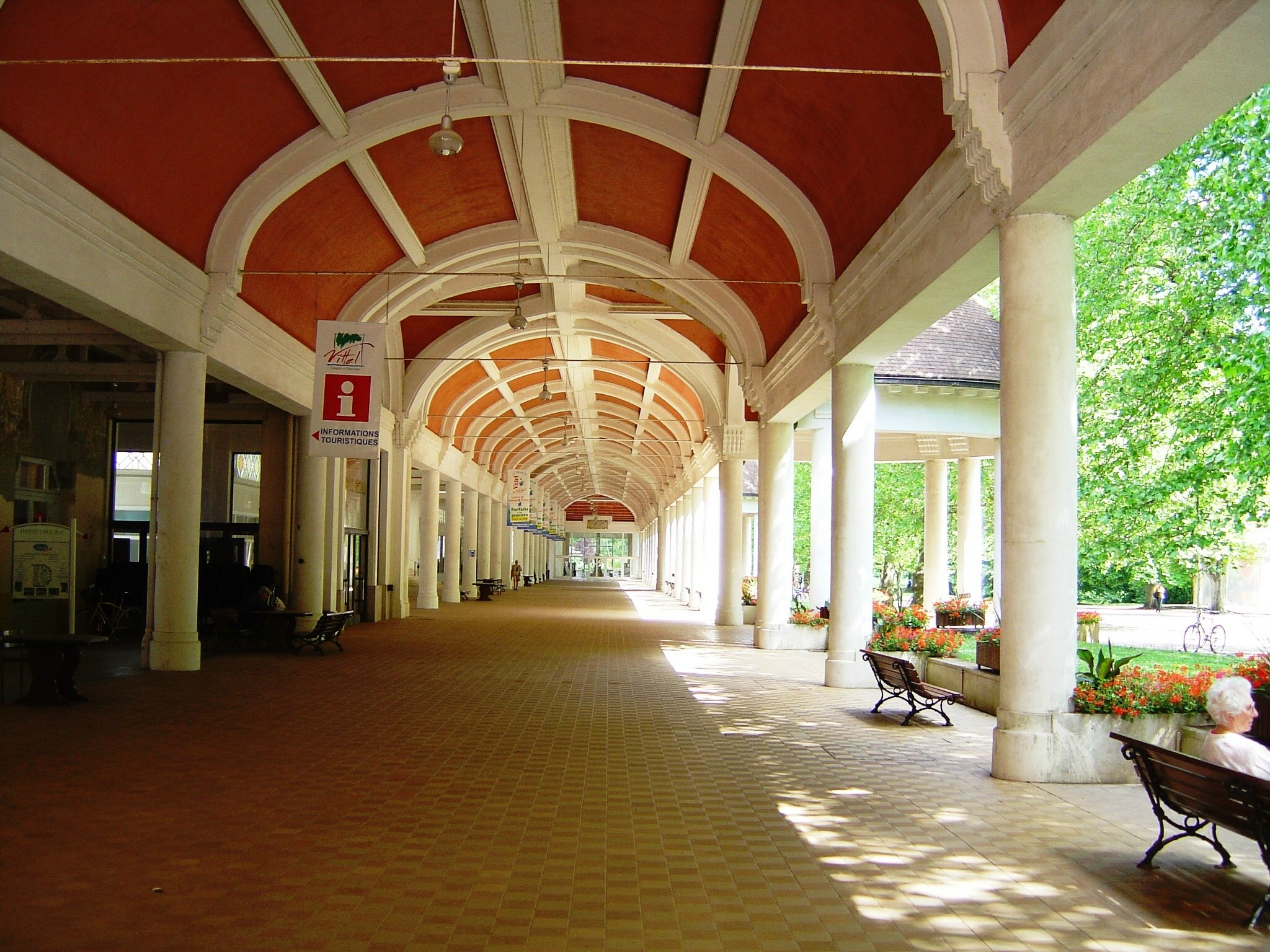
Große Wandelhalle
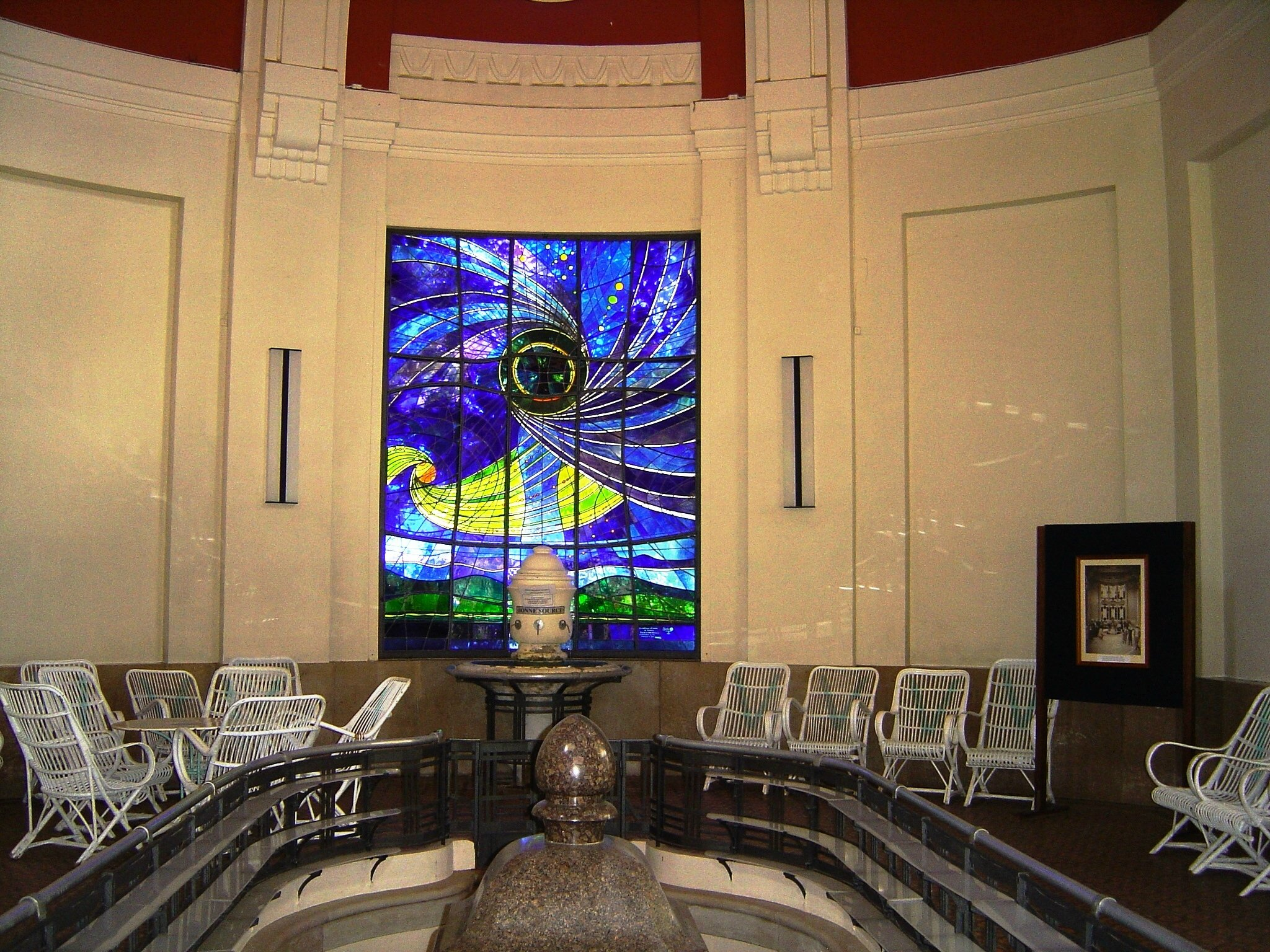
Wasserausgabe in der Wandelhalle
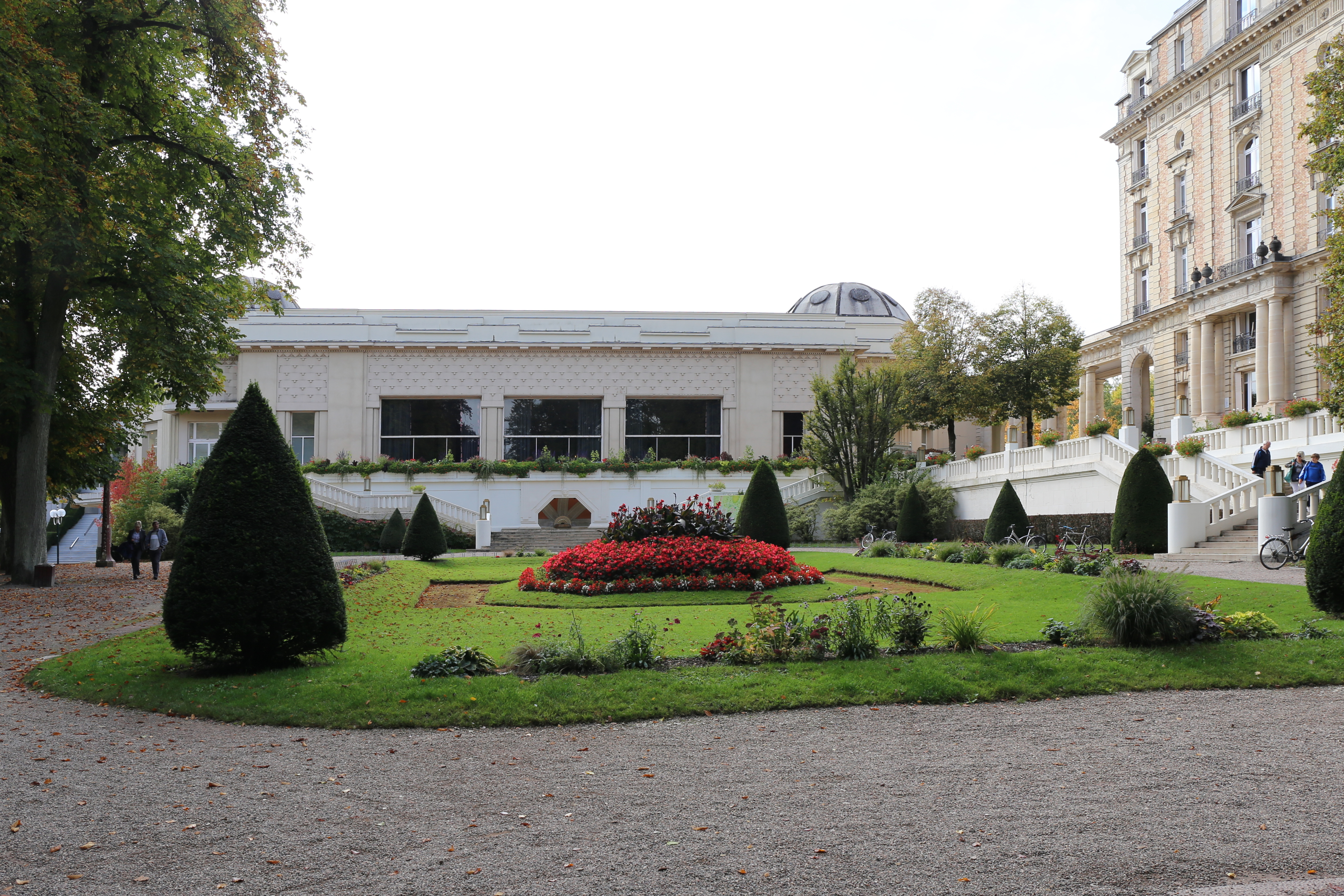
Ehemaliges Casino

Kirchen in Vittel
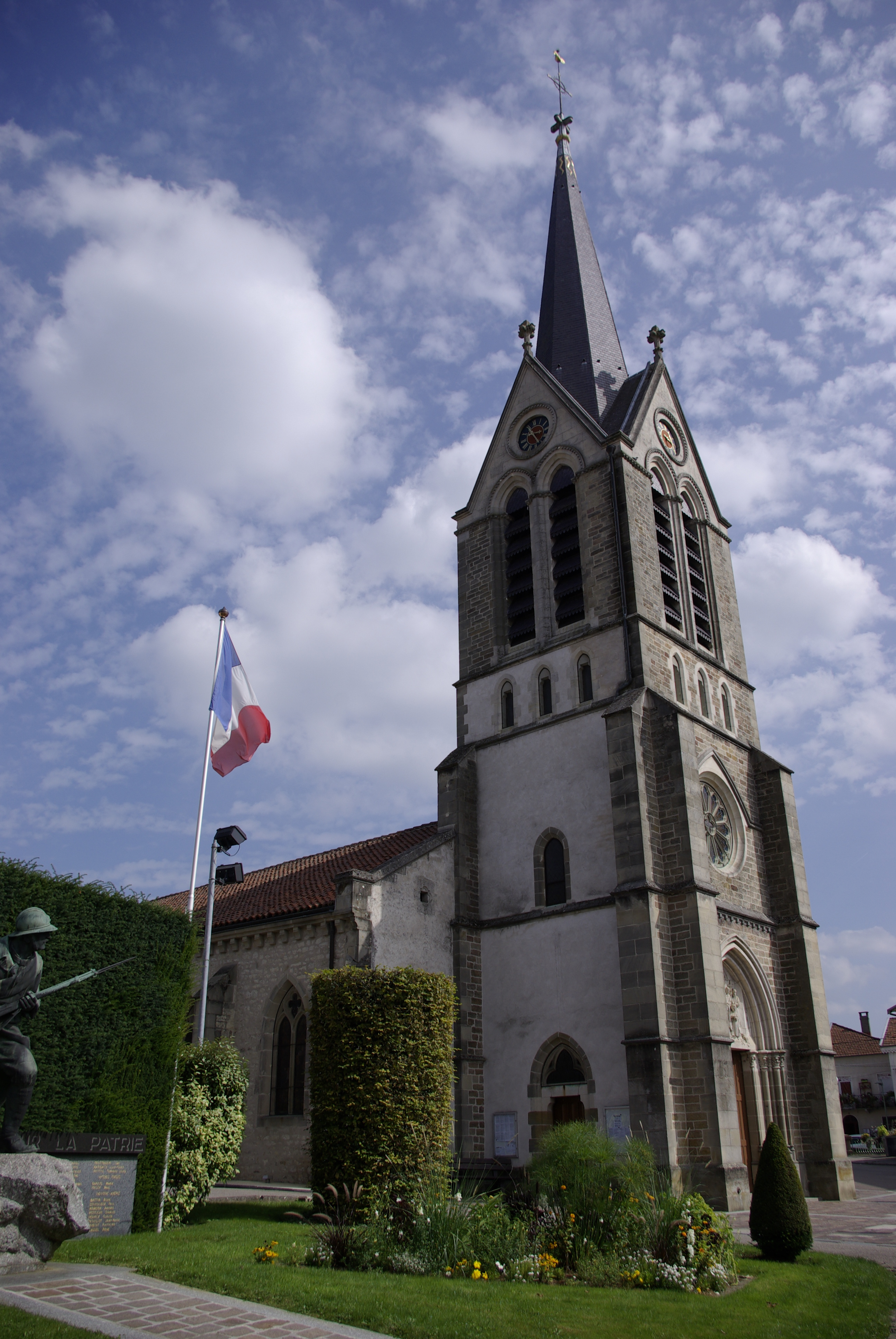
Kirche St. Remigius
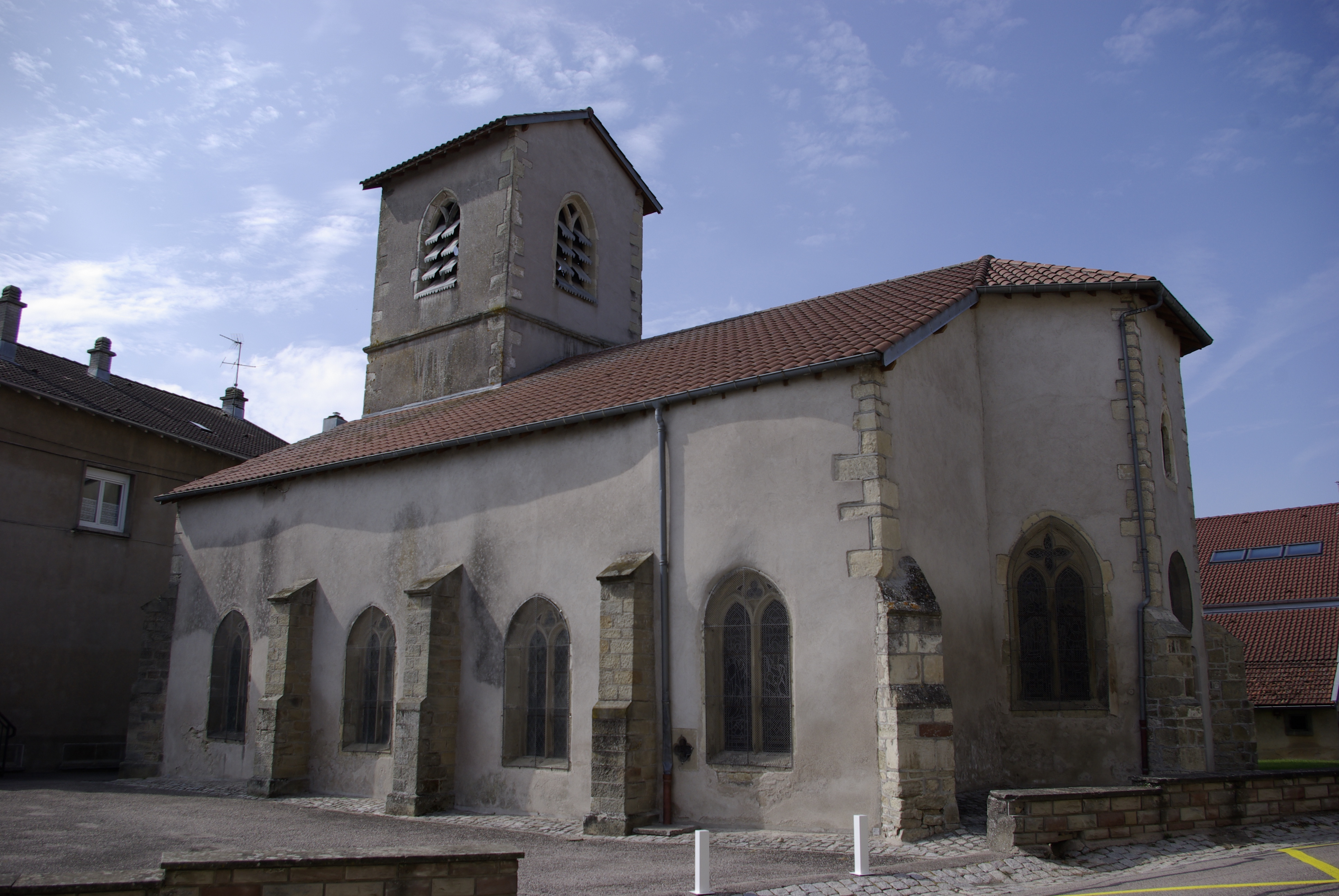
Kirche Saint-Privat
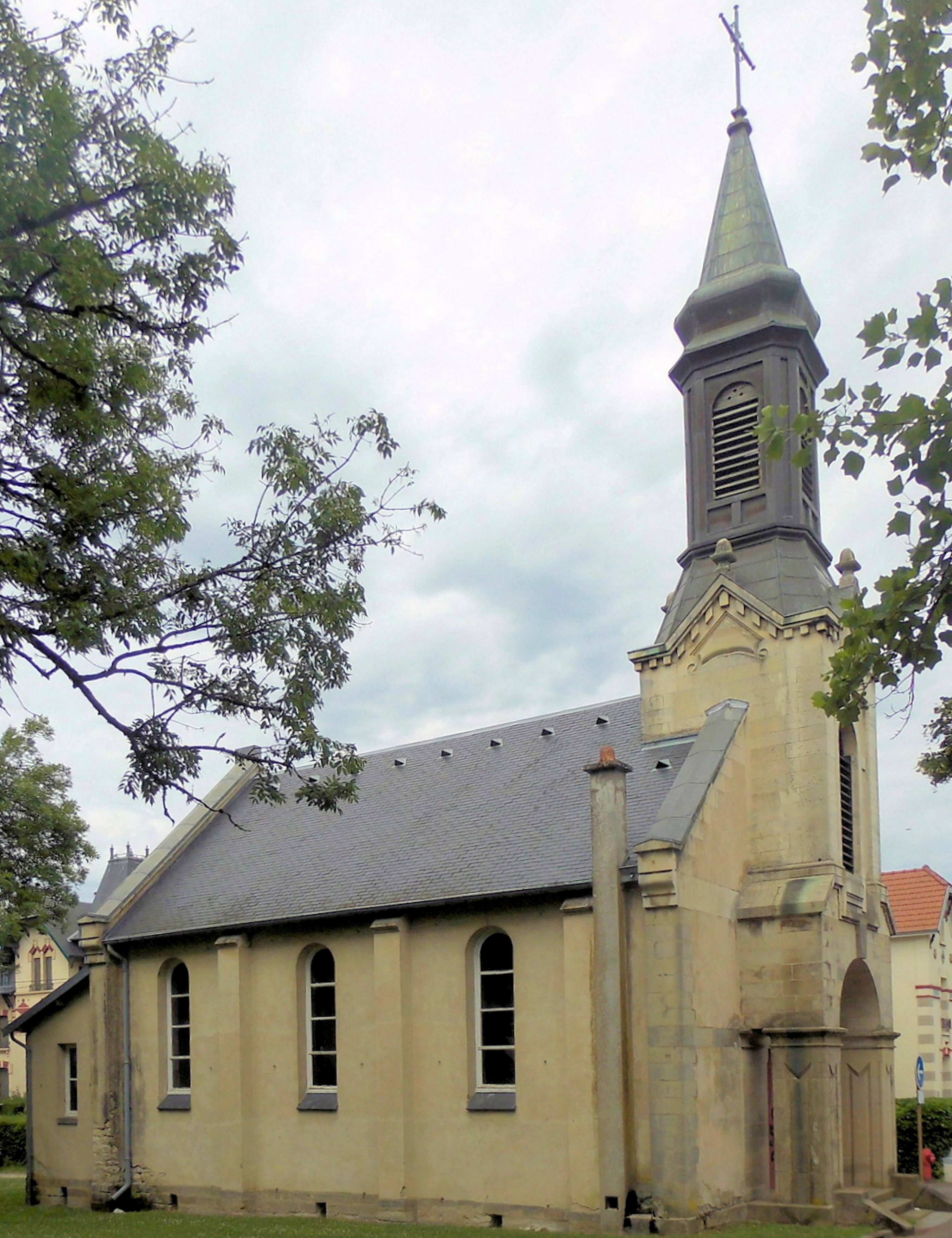
Protestantische Kirche
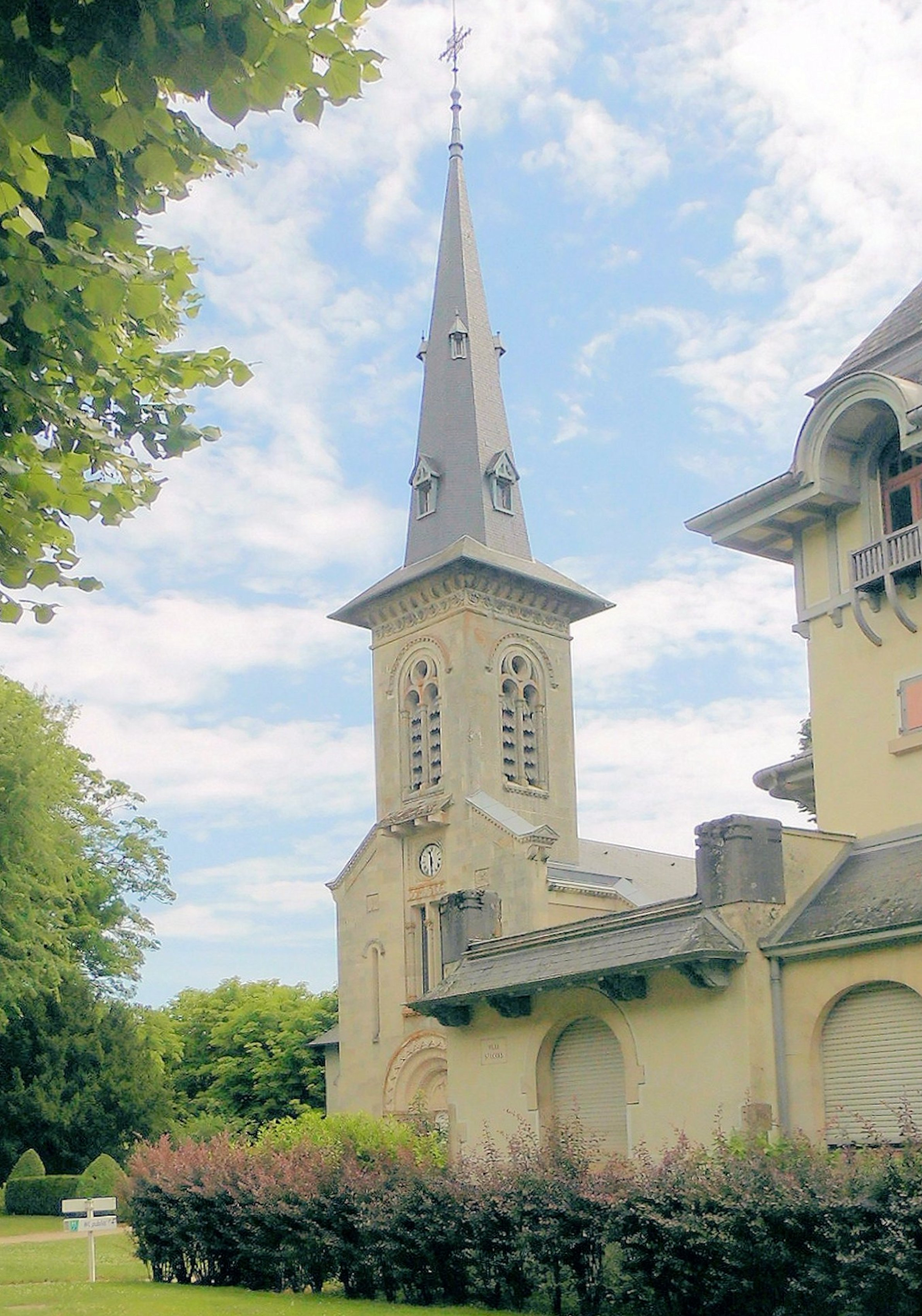
Kapelle St. Ludwig im Thermenpark

## Städtepartnerschaft
- Gemeinde Badenweiler (Baden-Württemberg), seit 21. Juli 1957, wie Vittel ein Thermal-Kurort

## Persönlichkeiten
- Claude Bassot (um 1580–nach 1630), Maler und Wappenkünstler
- Darry Cowl (1925–2006), Schauspieler, Komödiant und Musiker

## Sonstiges
Der Film Sommerliebelei (Un amour de pluie) von Jean-Claude Brialy spielt z. T. in Vittel.